# Gemeentehuis van Borger-Odoorn
Het gemeentehuis van Borger-Odoorn, gelegen in Exloo, is een gebouw dat bekend staat om zijn organische architectuur. Het werd ontworpen door het architectenbureau Alberts & Van Huut en opgeleverd in 2002.

## Ontwerp en constructie
Het voormalige gemeentehuis van de gemeente Odoorn, dat later het gemeentehuis van Borger-Odoorn werd, dateerde uit 1995. In 2002, na de gemeentelijke herindeling, werd het gebouw uitgebreid en vernieuwd. Het markante gebouw werd als een soort schil deels over het bestaande gemeentehuis heen geplaatst. Het is van de hand van het architectenbureau Alberts en Van Huut. Het gebouw is ontworpen volgens de principes van de organische architectuur, een stroming die streeft naar harmonie tussen mens en natuur. Het ontwerp is geïnspireerd op de natuurlijke vormen en patronen van het Drentse landschap.

## Geschiedenis
De verbouwing in 2002 viel samen met de invoering van de wet dualisering gemeentebestuur in maart van dat jaar. Deze wet betekende dat wethouders geen onderdeel meer uit zouden maken van de gemeenteraad, waardoor er extra stoelen nodig waren voor het college in de raadzaal. Dit maakte de ruimte in de raadzaal krap, gezien de langwerpige ellips-vorm van de zaal.
Het gemeentehuis had problemen met het binnenklimaat en was niet energiezuinig. Daarnaast voldeed het gebouw niet meer aan de normen van die tijd en de huidige raadzaal was te klein. In 2023 werd besloten om het gemeentehuis te renoveren om het energiezuiniger en moderner te maken. Het architectenbureau DAAD werd ingehuurd om een nieuw ontwerp te maken voor de raadzaal. Het nieuwe ontwerp omvatte een uitbreiding van de raadzaal van 125 naar 200 vierkante meter, evenals verbeteringen aan het binnenklimaat en de energie-efficiëntie van het gebouw.